# Frantoly
Frantoly (německy Frauenthal) jsou malá vesnice a část obce Mičovice v okrese Prachatice v Jihočeském kraji. Nachází se asi 3,5 kilometru západně od Mičovic. Frantoly jsou také název katastrálního území o rozloze 6,25 km².

## Název
Název Frantoly vznikl hláskovou úpravou německého Frauental (původně Freudental – údolí radosti).

## Historie
První písemná zmínka o vesnici pochází z roku 1315. Na založení vsi se podíleli bratři Přibík, Racek a Vernéř z Vitějovic, kteří sem povolali kolonisty. V roce 1360 zde byla plebánie, roku 1395 se připomíná plebán Hostislav. Farnost Frantoly vznikla roku 1862. V roce 1869 zde bydlelo 320 obyvatel, z toho 199 přímo ve Frantolech a 121 v dnes již zaniklém Maloníně (též Maloniny, německy Pleschen).

## Přírodní poměry
Vesnice leží v Šumavském podhůří. Východní částí jejího katastrálního území protéká Zlatý potok, jehož údolní niva je chráněna v přírodní památce Zlatý potok v Pošumaví.

## Obyvatelstvo
| Rok            | 1869 | 1880 | 1890 | 1900 | 1910 | 1921 | 1930 | 1950 | 1961 | 1970 | 1980 | 1991 | 2001 | 2011 | 2021 |
| -------------- | ---- | ---- | ---- | ---- | ---- | ---- | ---- | ---- | ---- | ---- | ---- | ---- | ---- | ---- | ---- |
| Počet obyvatel | 320  | 313  | 313  | 273  | 254  | 254  | 251  | 155  | 65   | 44   | 31   | 19   | 14   | 11   | 26   |
| Počet domů     | 49   | 50   | 44   | 44   | 44   | 44   | 46   | 34   | 31   | 11   | 11   | 11   | 14   | 15   | 18   |

## Obecní správa
Od zavedení obecního zřízení v polovině 19. století byly Frantoly samostatnou obcí. V letech 1963–1985 byly částí obce Mičovice, od 1. července 1985 do 30. června 1990 byly částí městyse Lhenice a od 1. července 1990 jsou opět částí obce Mičovice. V letech 1850–1979 k obci patřil Leptač a v letech 1890–1962 také Klenovice.

## Pamětihodnosti
Ve vesnici se nachází kostel svatého Filipa a Jakuba a poblíž něho dvojice památných lip (jedna vně svatému rohu ohradní zdi, druhá roste od kostela několik desítek metrů jihovýchodním směrem). Původní kostel se připomíná roku 1360, barokně byl přestavěn roku 1756.

## Rodáci
Ve Frantolech se v roce 1861 narodil Alois Klein, od roku 1909 generální vikář diecéze Lincoln v USA.